# كوشكيتشة
كوشكيتشة هي قرية في مقاطعة مباركة، إيران. عدد سكان هذه القرية هو 1,081 في سنة 2006.